# Fernsehserie
Eine Fernsehserie ist eine Filmproduktion über eine abgeschlossene oder nicht abgeschlossene, fiktionale oder auch an Tatsachen orientierte Handlung im Fernsehen, die mehrere Folgen umfasst.

## Allgemeines
Das Wort Serie stammt aus dem lateinischen Wort „series“, das mit Reihe, Reihenfolge oder Kette übersetzt werden kann. Die Definition des Begriffs Fernsehserie fällt den Medienwissenschaften nicht leicht. Die allgemeinste Definition der Fernsehserie ist „für das Fernsehen produzierte und im Fernsehen regelmäßig ausgestrahlte Folge von Sendungen. Der Begriff F. wird allgemein auf fiktionale Formate angewendet.“ Bei der Fernsehserie handelt es sich dann um ein Programmformat von einzelnen fiktionalen Sendungen, die innerhalb eines Gesamtkonzeptes mehr oder weniger regelmäßig ausgestrahlt werden. Eine Minimaldefinition lieferten Tanja Weber und Christian Junklewitz: „Eine Serie besteht aus zwei oder mehr Teilen, die durch eine gemeinsame Idee, ein Thema oder ein Konzept zusammengehalten werden und in allen Medien vorkommen können.“ Anders als die industrielle Serienfertigung, die immer identische Produkte liefert, sind mediale Serien durch eine gewisse Varianz ihrer Folgen gekennzeichnet. Serie ist der narrative „Fortsetzungs-Zusammenhang aus Folgen fiktionaler Fernsehproduktionen“. Sie bilden eine Struktur von thematisch miteinander verbundenen Folgen. Einzige Gemeinsamkeit aller Serien ist ihre Mehrteiligkeit.

Serien werden produktionstechnisch in Folgen und übergeordnete Staffeln aufgeteilt. (Gegenwärtig dringen die Begriffe Episode (engl. episode) und Season (engl. season = Saison, Staffel) aus dem US-amerikanischen Filmmarkt kommend vermehrt als Synonyme in den deutschsprachigen Raum und wurden in den Duden aufgenommen.) Produktionstechnisch kann daher die Serie als Gesamtheit aller Folgen einer Fernsehproduktion mit gemeinsamem dramaturgischem Inhalt in Form von Handlung, Personen, Orten oder sonstigen einheitlichen Themenstellungen verstanden werden. Die Folgen unterscheiden sich durch mehr oder weniger geringfügige Variation des Inhalts. Die Variation erhöht die Spannung und Neugier auf weitere Folgen. Wiederholende oder gleichbleibende Elemente tragen zur Wiedererkennung der Serie bei und erhöhen die Bindung des Zuschauers.

## Einteilung
| Bezeichnung       | Zahl der Folgen                         | Intensität der Verknüpfung zwischen den Folgen | Abgeschlossenheit der Serienhandlung    | Beispiel           |
| ----------------- | --------------------------------------- | ---------------------------------------------- | --------------------------------------- | ------------------ |
| Reihe             | unbestimmt                              | gering                                         | keine zusammenhängende Serienhandlung   | Tatort             |
| Miniserie         | wenige                                  | stark                                          | Serienhandlung insgesamt abgeschlossen  | Fackeln im Sturm   |
| Episodenserie     | unbestimmt, aber begrenzt, oft Staffeln | mittel                                         | unbestimmt, ob offen oder abgeschlossen | Die Sopranos       |
| Fortsetzungsserie | viele, aber begrenzt                    | stark                                          | Serienhandlung insgesamt abgeschlossen  | Die Sklavin Isaura |
| Endlosserie       | prinzipiell unbegrenzt                  | stark                                          | Serienhandlung insgesamt offen          | Lindenstraße       |

Knut Hickethier bezeichnet auch solche Produktionen als Serie, die abgeschlossene Handlungsfolgen aufweisen. Weiterhin bezeichnet er Produktionen als Reihe, wenn sich der Zusammenhalt zwischen den einzelnen Folgen locker darstellt und lediglich durch ein gemeinsames Titelsignet oder eine übereinstimmende Eingangssequenz, wie beispielsweise bei Das Kriminalmuseum, auszeichnet.
Inhaltlich kann unterschieden werden zwischen der genremischenden Serie, wie bei Die Fussbroichs, in der in die fiktionale Serie dokumentarische Bezüge integriert wurden, und der gattungsmischenden, sogenannten Reality Soap (Big Brother) oder der Doku-Soap mit seriellen Reportagen über das Alltags- und Berufsleben (Abenteuer 1900 – Leben im Gutshaus).

## Geschichte
Älteste massen-mediale Serienformen waren der Fortsetzungsroman in der Tageszeitung und die Kinoserie. Die Fernsehserie entwickelte sich aus der Radioserie.

### Radioserien
Mit der ersten Radioserie begann die Station WGY in Schenectady im September 1922, nachdem sie am 20. Februar 1922 gestartet war. „The Masque“ war ein Drama mit 43 Folgen und gleichbleibender Besetzung, geschrieben von Edward Smith und Kolin D. Hager. Am 19. März 1928 ging die NBC mit einer Comedy-Serie unter dem Titel „Amos 'n‘ Andy“ über ein Taxiunternehmen im Ghetto auf Sendung. Es war gleichzeitig die am längsten laufende Radioserie, als sie am 25. November 1960 endete. CBS startete die eigene Radioserie „The March of Time“ am 6. März 1931 und beendete diese Serie am 26. Juli 1945. Die erfolgreichsten US-Radioserien waren Seifenopern. Die erste britische tägliche Radioserie der BBC war die Krimiserie „Dick Barton – Special Agent“, die zwischen dem 7. Oktober 1946 und dem 30. März 1951 zu hören war. Am 29. Mai 1950 folgte der Rekordhalter The Archers, der heute noch im Radio ausgestrahlt wird. Die Radioserien wurden ab 1960 in den USA fast vollständig aus dem Programm genommen.
Erste überregional bekannt gewordene deutsche Radioserie war – die im Stil der NS-Unterhaltungskultur gestaltete – Sendung „Der frohe Samstagnachmittag“ des Reichssenders Köln, die vom 24. November 1934 bis zum 31. Dezember 1939 fast ununterbrochen mit beinahe 150 Folgen ausgestrahlt wurde. Sie entwickelte sich mit ihren Musikdarbietungen deutscher Tanzorchester und Sketchen zu einer der beliebtesten deutschen Radioserien jener Zeit und wurde deshalb seit Mai 1935 reichsweit übertragen. Hohe Popularität konnte nach dem Krieg die Seifenoper „Die Hesselbachs“ erzielen, erstmals am 17. September 1949 vom Hessischen Rundfunk ausgestrahlt. Erfolgreichste deutsche Radioserie ist Die Drei ???, die zwischen dem 12. Oktober 1979 und zunächst bis 2005 lief.
Im Radio hat sich international seitdem das Sendeschema der „Musikuhr“ durchgesetzt, eine zeitlich festgelegte Struktur von Nachrichten, Wetterbericht, Verkehrsfunk, kurzen Beiträgen, Musik und Radiowerbung. Auch dies sind serielle Strukturen.

### Fernsehserien
Nachdem sich die Radioserien als Sendeformat mit hoher Bindungswirkung und guter Umgebung für Radiowerbung erwiesen hatten, wurde dieses Format ins Fernsehen übernommen. Ausgerechnet eine nicht-fiktionale Serie, Meet the Press, ist seit ihrem Debüt am 6. November 1947 die älteste Fernsehserie überhaupt. Stufenweise prägten sich Fernsehserien mit einer spezifischen Unterhaltungs-Thematik heraus. Berühmte Familienserien wie über die Mittelschicht-Familie in Father Knows Best (erste Folge am 3. Oktober 1954, deutscher Titel: „Vater ist der Beste“) wurden in 203 Folgen gedreht, Serien wie Lassie (12. September 1954) oder Fury (15. Oktober 1955) stellten ein Haustier (Hund bzw. Pferd) in den Vordergrund. The Waltons (14. September 1972, Die Waltons) behandelten das schwere Leben einer Großfamilie in der Weltwirtschaftskrise. Western-Serien wie Gunsmoke (26. April 1952, Rauchende Colts), Cheyenne (20. September 1955, Cheyenne), Maverick (22. September 1957, Maverick) oder Bonanza (12. September 1959) zeigten den „wilden Westen“, wie er nie war. Krimiserien wie 77 Sunset Strip (10. Oktober 1958), The Fugitive (17. September 1963, Auf der Flucht), Hawaii Five-O (20. September 1968), The Streets of San Francisco (16. September 1972, Die Straßen von San Francisco) oder The Rockford Files (13. September 1974, Detektiv Rockford – Anruf genügt) brachten Spannung in die Haushalte. In der „prime time“ hatten die – auch international überaus erfolgreichen – Seifenopern Dallas (2. April 1978) und Dynasty (12. Januar 1981, Der Denver-Clan) einen festen Sendeplatz gefunden. In neuerer Zeit eroberten Cartoon-Serien wie Die Simpsons (17. Dezember 1989) oder South Park (13. August 1997) die Bildschirme.
Zwischen September 1950 bis August 1995 liefen über 630 Familienserien auf den nationalen US-Netzen (ABC, CBS, Fox und NBC), davon in den fünfziger Jahren 85, in den sechziger 98, 139 in den siebziger und 133 zwischen 1990 und 1995.
Nach dem Aufkommen des Privatfernsehens in Deutschland ab Januar 1984 hatte sich das Angebot zunächst differenziert: Während einige Sender auf US-amerikanische Serien setzen (zum Beispiel in Deutschland kabel eins und VOX), senden andere eine Mischung einheimischer und ausländischer Produktionen (zum Beispiel ProSieben oder RTL), wieder andere vorwiegend eigene oder Auftragsproduktionen (so etwa die öffentlich-rechtlichen Sender). Außerdem folgt die Entscheidung für ausländische bzw. einheimische Produktionen den Marktpreisen für Verwertungsrechte bzw. Produktionskosten.
Mit dem Erstarken von Streamingdiensten und insbesondere nach dem Erfolg von Serien wie House of Cards kam es ab dem Jahr 2013 zu einem regelrechten Serien-Boom. Während 2012 noch 288 Fernsehserien in den USA produziert wurden, waren es 2022 bereits 633 Fernsehserien. Unterbrochen wurde diese Entwicklung nur kurzzeitig 2020 durch die COVID-19-Pandemie. Wegen einer Übersättigung des Marktes mit zu viel Serien-Content und erschwerten Produktionsbedingungen durch monatelange Streiks der Drehbuchautoren und Schauspieler ging die Zahl der produzierten Drehbuchserien 2023 deutlich auf 481 zurück. Dieser Rückgang war insbesondere durch einen Strategiewechsel der Streamingdienste getrieben.

## Merkmale
Bei den Privatsendern werden Serien für eine einstündige Ausstrahlung in der Regel mit einer Länge von etwa 44 Minuten, für halbstündige Ausstrahlung mit etwa 22 Minuten Länge aufgezeichnet und mit Fernsehwerbung auf die volle Länge gebracht. Im Pay-TV haben Comedy-Serien zumeist eine Länge von 28 Minuten. Bei Dramaserien sind es 58 Minuten.
Ob eine Serie vollständig produziert wird, entscheidet oft ein so genannter Pilotfilm. Dies ist eine Folge einer Serie, bei welcher die wichtigsten Rollen und die Grundstruktur der Serie zur Geltung kommen. Häufig ist der Pilotfilm doppelt so lang wie eine normale Folge der jeweiligen Serie.
Wird eine Serie eingestellt, was bei US-amerikanischen Serien meist im Mai entschieden wird, können übergreifende Handlungsstränge unabgeschlossen und ohne Auflösung bleiben.

## Dramaturgische Aspekte
Ausgehend vom angelsächsischen Forschungsstand in der Medienwissenschaft gibt es im Hinblick auf die Erzählstruktur die Series (Episodenserien) und die Serials (Fortsetzungsserien). Episodenserien weisen eine in sich abgeschlossene Folgenhandlung auf, kennen keinen festen Figurenstamm, es können neue Figuren hinzukommen und bisherige verschwinden. In jeder Folge wird der Ursprungszustand gestört, aber im Laufe der Folge wiederhergestellt bis zum Happy End in jeder Folge. Zu finden ist diese Form bei Krimi- und Krankenhausserien (Ein Fall für zwei, In aller Freundschaft).
Hingegen bleibt bei Fortsetzungsserien die Handlung einer Folge offen, mehrere parallel laufende Handlungsstränge überschneiden sich in verschiedenen Stadien und werden erst in späteren Folgen fortgeführt, teilweise bezeichnet als Zopfdramaturgie. Typisch ist, dass es keine abgeschlossene Handlung gibt, sondern es sich wie bei Seifenopern um „Endlosserien“ handelt (Lindenstraße, Gute Zeiten, schlechte Zeiten). Dementsprechend gibt es eine spezifische Dramaturgie von Seifenopern.
Unterschieden werden kann auch nach ihrer Platzierung im Fernsehprogramm. Tagsüber (daytime) laufende Serien weisen geringere Einschaltquoten als Serien zur Hauptsendezeit (prime time) auf. Seifenopern werden normalerweise tagsüber gesendet, Krimi- und Krankenhausserien sowie Seifenopern wie Dallas oder Der Denver-Clan abends. Als Fortsetzung (englisch „sequel“) wird die Fortführung einer an sich abgeschlossenen Serie oder einer einzelnen Sendung verstanden, wodurch eine faktische Serie entsteht. Kleinform einer Fernsehserie ist die Miniserie, die meist mit weniger als zehn Folgen produziert wird. Das gilt auch für den hiervon nicht scharf abgrenzbaren „Mehrteiler“.
Vertikale Dramaturgie (auch vertikales Erzählen) bezeichnet bei Serien die sich in jeder Episode wiederholenden dramaturgischen Muster. Diese können etwa bei Kriminalserien darin bestehen, dass in jeder Folge von einem Kriminalinspektor ein neuer Mordfall zu lösen ist (Derrick). Horizontale Dramaturgien (auch horizontales oder episches Erzählen) beziehen sich hingegen in Serien auf Handlungsbögen, die über die Länge einer Episode hinausgehen, über mehrere Episoden oder über die gesamte Länge einer ganzen Staffel oder Serie verlaufen; das gilt beispielsweise für die – auf viele Folgen verteilte – Erzählung des Lebens des gejagten Protagonisten in der Serie Auf der Flucht. Hat eine Fernsehserie ihren Erfolgshöhepunkt überschritten und sinken ihre Einschaltquoten, wird in der Fachwelt von jumping the shark gesprochen. Darauf kann durch personelle Veränderung des Cast (das Drehbuch sieht den Tod eines Protagonisten vor wie in Dallas), thematische Spannungserhöhung oder Einstellung der Serie reagiert werden.

## Forschung
Fernsehserien sind Untersuchungsgegenstand der Sozialwissenschaften und Medienwissenschaften. Es wird argumentiert, dass die Fernsehserie mit ihrer Massenhaftigkeit in das Zeitalter der industriellen Fließbandfertigung passe, was auch für ihre Fernsehproduktion gilt. Während jedoch die industrielle Serie absolut identische Gegenstände produziere, würden bei Fernsehserien bestimmte gegebene Muster und Regeln unaufhörlich variiert. Die Serie als übergreifendes Merkmal aller einzelnen Folgen konstituiert kulturelle Wahrnehmung und schafft Ordnung und Kontinuität. Erst auf Ebene der Serie lässt sich erkennen, wie die thematisierten Problemkreise miteinander verflochten sind. In Zeiten des konkurrierenden Fernsehens ist es wichtig, mit Hilfe von Serien eine hohe Bindung des Publikums zu erreichen. „Die Zuschauerbindung basiert auf dem Identifikationspotential der Serie, die Rezeptionsstrategie orientiert sich am emotionalen Realismus des Serientextes.“ Ein meist gleichbleibender Ausstrahlungsrhythmus sorgt dafür, dass sich die Zuschauer ohne Programmhinweis auf die jeweiligen Folgen der Serie zeitlich einstellen können.

## Programmstrategien
Im Rahmen der möglichen Wanderbewegungen vor Beginn und nach Ende einer Sendung (Audience Flow) versuchen die Sender, die Zuschauer auch für eine nachfolgende Sendung zu gewinnen. Dazu eignen sich die von einem Sender nacheinander ausgestrahlten Folgen verschiedener, thematisch ähnlicher Serien. Werden also etwa zur Hauptsendezeit verschiedene Kriminalserien nacheinander gesendet, spricht man vom Blocking. Auch die nachmittags von einem Sender hintereinander ausgestrahlten Gerichtsshows erfüllen diese Bedingung. Vom Stripping hingegen wird gesprochen, wenn eine bestimmte Serie immer am selben Sendeplatz, also zur selben Uhrzeit, gesendet wird. Zuschauer nutzen dies als „sozialen Zeitgeber“. Gerbner vermutete bereits 1979, dass Zuschauer weitgehend unselektiv nach der Uhr und nicht nach dem Programm wählen.

## Genres
Zu den wichtigsten Genres gehören:
Abenteuerserie
In der Abenteuerserie werden die Abenteuer der Hauptfigur(en) geschildert.
Actionserie
Die Actionserie (von englisch action: Tat, Handlung) ist eine Seriengattung der kommerziellen Fernsehunterhaltung, in der die Handlung von zumeist spektakulär inszenierten Kampf- und Gewaltszenen vorangetrieben wird. Hauptbestandteile von Actionserien sind daher meist aufwendig gedrehte Stunts, wüste Schießereien, gewaltige Explosionen und rasante Verfolgungsjagden.
Doku-Soap
Als Doku-Soap (deutsch Dokumentar-Seifenoper) bezeichnet man eine Form des Reality-TV (deutsch Wirklichkeits-Fernsehen), in der die gezeigten („dokumentierten“) Personen in dramatisch inszenierter, unterhaltender Weise dargestellt werden. Im strengen Sinne handelt es sich um eine Art Dokumentarfilm, die Familien in außergewöhnlichen Situationen begleitet wie einem Umzug ins Ausland, oder jede Folge unterschiedliche Personen zeigt bei einem gleichbleibenden Grundthema wie Erziehung, finanzielle Schieflage oder Renovierung. Die Fernsehsender bezeichnen allerdings auch so genannte „Scripted Reality“ (frei: „Realität nach Drehbuch“) als „Doku-Soap“, die große Ähnlichkeit zu klassischen Doku-Soaps aufweist, jedoch einem Drehbuch folgt und von Laiendarstellern inszeniert wird.
Dramaserie
Eine Dramaserie beschäftigt sich mit den emotionalen und innerseelischen Konflikten der Charaktere und der Unaufhebbarkeit der Lebens-Widersprüche (siehe Melodram).
Dramedy
Die Dramedy-Serie ist ein Format, dessen Inhalt sich durch einen ausgewogenen Anteil von Humor und Seriosität kennzeichnet. Dramedy ist ein englisches Kofferwort aus den Begriffen Drama und Comedy.
Fantasy-Serie
Der Begriff Fantasy-Serie umfasst, ähnlich dem Fantasyfilm (Phantastischer Film) im weitesten Sinne sämtliche Serien, deren Handlung mehr oder weniger stark von Fantasy-Elementen, wie Magie oder Fabelwesen, geprägt ist. Handlungsort kann dabei sowohl die reale als auch eine fiktive Welt sein.
Familienserie
Eine Familienserie ist eine besondere Form der Fernsehserie. Die Handlung ist dabei immer so abgestimmt, dass sich eine ganze Familie, also alle Altersgruppen in ihr wiederfinden und sich für die Thematik interessieren.
Gerichtsserie
Die Gerichtssendung inszeniert fiktionale oder echte Gerichtsverfahren und ist durch berufsechte Beteiligte auf der Seite der Juristen und Laien auf der Seite der Angeklagten und Zeugen gekennzeichnet.
Horrorserie
Eine Horrorserie soll dem Zuschauer Angst zufügen. Dies wird oft durch eine übernatürliche, unerklärliche Bedrohung, welche der Protagonist beseitigen soll, erzielt. Auch können plötzliche laute Geräusche und schnelle Bewegungen in Richtung der Kamera genutzt werden (siehe Jump-scare), um dem Zuschauer einen Schrecken einzujagen.
Jugendserie
Jugendserie bezeichnet eine vornehmlich für jugendliches Publikum entwickelte Serie.
Speziell an Jugendlichen orientierte Fernsehserien handeln meist von einer Gruppe Jugendlicher und ihrem langsamen Erwachsenwerden. Die Konzentration auf diese Jugendgruppe führt dazu, dass im Zentrum der Folgen zumeist alterstypische Probleme stehen wie Liebe, Freundschaft, Schule, Ausbildung, Selbstfindung, Anpassungsdruck oder die Pubertät. Die Zielgruppe ist meistens im Alter der Figuren und wird mit ihnen älter.
Kinderserie
Die Kinderserie bezeichnet eine vornehmlich für kindliches Publikum entwickelte Serie.
Sendungen für Kinder behandeln mitunter spezifisch kindliche Erfahrungen. Diese Serien handeln dann von Gleichaltrigen und ihren alterstypischen Problemen. Dies reicht von Versuchen, die sie umgebende Umwelt zu erkunden, Freunde zu gewinnen bis hin zur Entwicklung einer eigenständigen Persönlichkeit.
Krimiserie
Eine Krimiserie ist eine Fernsehserie, in der Verbrechen und ihre Aufklärung im Mittelpunkt stehen.
Krankenhausserie
Krankenhausserien sind Fernsehserien, die sowohl den Alltag der im Krankenhaus beschäftigten Ärzte und Krankenpfleger als auch den der Patienten darstellen. Typisch für Krankenhausserien ist eine klar geregelte Rangordnung unter den dargestellten Ärzten, die Verwendung medizinischer Fachtermini und ein besonderes Augenmerk auf zwischenmenschliche Konflikte zwischen dem Krankenhauspersonal und den Patienten sowie private Probleme der Protagonisten.
Mystery-Serie
Mystery-Serien betreffen geheimnisvolle, schaurige Darstellungen von mysteriösen, meist nicht mit natürlichen Phänomenen erklärbaren Verbrechen und Vorkommnissen.
Science-Fiction-Serie
Die Science-Fiction-Serie entwirft – häufig in der Zukunft verortete, teilweise auch abseits der Erde – Konstellationen des Möglichen, beschreibt deren Auswirkungen auf die Gesellschaft und den Menschen und reichert reale wissenschaftliche und technische Möglichkeiten mit fiktionalen Spekulationen an.
Sitcom
Die Sitcom (kurz für situation comedy „Situationskomödie“, siehe auch: Comedy) ist eine Unterhaltungssendung, die auf die US-amerikanischen Comedy-Shows im Hörfunk der 1930er und 1940er Jahre (Amos ’n’ Andy, The Goldbergs) zurückgeht. Zwischenmenschliche Beziehungen stehen hier im Fokus. Häufig werden Sitcoms vor einem Publikum aufgezeichnet und mit Gelächter unterlegt.
Telenovela
Die Telenovela ist eine spezielle Form der Fernsehserie, welche aus Lateinamerika stammt. Seit den 1980er Jahren sind Telenovelas auch in anderen Regionen der Welt bekannt – vor allem in Osteuropa, auf dem Balkan, in Nordafrika, China und den USA.
Thriller-Serie
Charakteristisch für Thriller ist Spannung, die nicht nur in kurzen Passagen, sondern fast während des gesamten Handlungsverlaufs präsent ist. Häufig anzutreffen sind weitläufige Spannungsbögen, Cliffhanger und Red Herrings. Thriller-Serien überschneiden sich mit dem Mystery-Genre sowie dem der Kriminalserie, unterscheiden sich hiervon jedoch anhand ihrer Handlungen und Spannungskurven. In Thrillern muss sich der Held meist gegen moralische, seelische oder physische Gewalteinwirkung durch einen oder mehrere Gegenspieler behaupten.
Western-Serie
Die Western-Serie ist ein Genre, in dessen Mittelpunkt der zentrale US-amerikanische Mythos der Eroberung des (Wilden) Westens der Vereinigten Staaten im neunzehnten Jahrhundert steht. Dargestellt werden dabei neben alltäglichen und gesellschaftlichen Ereignissen häufig auch Kriminelle, die entweder als Antagonisten, oder als Protagonisten fungieren.

### Geschichte der Fernsehserie
- Niklas Hofmann, Klaus Raab: Ein Kult für alle Fälle. Die ultimativen Serien der Achtziger. Suhrkamp, Berlin 2013, ISBN 978-3-518-46423-6.
- Thomas Klein, Christian Hißnauer (Hrsg.): Klassiker der Fernsehserie. Philipp Reclam jun., Stuttgart 2012, ISBN 978-3-15-019025-8.
- Jürgen Müller (Hrsg.): Die besten TV-Serien. Taschens Auswahl der letzten 25 Jahre. Taschen, Köln 2015, ISBN 978-3-8365-4272-2. (Großformatiger Bildband über 68 Serien von Die Simpsons bis True Detective)
- Markus Schleich, Jonas Nesselhauf: Fernsehserien. Geschichte, Theorie, Narration A. Francke Verlag, Tübingen 2016, ISBN 978-3-8252-4682-2.
- Matthias Kalle: Glück in Serie. In: Zeit Magazin. 8. März 2018, abgerufen am 9. April 2018 (Über das „Dritte Goldene Zeitalter“ des Fernsehens).